# Een handvol rogge
Een handvol rogge (originele titel A Pocket Full of Rye) is een thriller van de Britse schrijfster Agatha Christie. Het werd in het Verenigd Koninkrijk uitgegeven door Collins Crime Club op 9 november 1953. In Nederland werd het werk uitgegeven als onderdeel van de Accolade-reeks. De hoofdrol wordt gespeeld door miss Jane Marple, een hoofdpersonage dat ook in twaalf andere Agatha Christie-verhalen voorkomt.

## Verhaal
De rijke zakenman Rex Fortescue wordt vergiftigd. Politie-inspecteur Neele wordt ingeschakeld om de zaak te onderzoeken. Hij ontdekt dat alle familieleden een motief hadden om Fortescue uit de weg te ruimen. Fortescue liet veel geld na. Zoon Lancelot was op zijn geld uit, terwijl zijn broer Percival Fortescue's bedrijf zo snel mogelijk over wilde nemen.
Terwijl het politie-onderzoek nog maar nauwelijks bezig is, valt er een tweede sterfgeval te betreuren. Adèle Fortescue, de 30-jaar jongere echtgenote van Rex Fortescue, wordt dood aangetroffen in de zitkamer. Al snel wordt duidelijk dat ook hier sprake is van moord als de opgeroepen dokter cyaankali in haar thee constateert.
Enige tijd daarna wordt er weer een dode aangetroffen. Dit keer is het slachtoffer het dienstmeisje dat bij de familie Fortescue werkte. Miss Jane Marple, een gepensioneerde oude vrouw, voelt zich persoonlijk geraakt want zij kende dit dienstmeisje. Ze wordt door inspecteur Neele en brigadier Hay gehoord als getuige. Miss Marple weet met haar scherpe verstand en ijzeren logica de moorden uiteindelijk op te lossen.

## Verfilming
"Een handvol rogge" werd verfilmd in 1985 met in de hoofdrol Joan Hickson als Miss Marple. In 2009 werd het verhaal wederom verfilmd, maar dit keer speelde Julia McKenzie de rol van Miss Marple. Kevin Elyot herschreef het verhaal deels. ITV zond de verfilming uit op de Britse televisie.